# Реєстратор даних

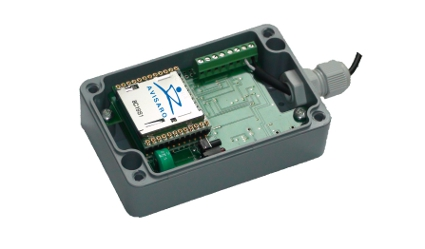
Реєстратор даних Cube, що зберігає технічні дані та дані датчиків

Реєстратор даних (також лоджер або записувач даних) — це електронний пристрій, який записує дані в часі або про місцезнаходження за допомогою вбудованого приладу чи датчика або через зовнішні інструменти та датчики. Все частіше, але не повністю, вони базуються на цифровому процесорі (або комп’ютері) і називаються цифровими реєстраторами даних (DDL). Зазвичай вони невеликі, живляться від батарейок, портативні та оснащені мікропроцесором, внутрішньою пам’яттю для зберігання даних і датчиками. Деякі реєстратори даних взаємодіють із персональним комп’ютером і використовують програмне забезпечення для активації реєстратора даних, перегляду та аналізу зібраних даних, тоді як інші мають локальний пристрій інтерфейсу (клавіатура, РК-дисплей) і можуть використовуватися як окремий пристрій.
Реєстратори даних варіюються від універсальних типів для ряду вимірювальних додатків до дуже специфічних пристроїв для вимірювання лише в одному середовищі чи додатку. Зазвичай типи загального призначення є програмованими; однак багато з них залишаються статичними машинами лише з обмеженою кількістю змінних параметрів або без них. Електронні реєстратори даних замінили реєстратори діаграм у багатьох програмах.

## Формати даних
Стандартизація протоколів і форматів даних була проблемою, але зараз вона зростає в галузі, і XML, JSON і YAML все частіше застосовуються для обміну даними. Розвиток семантичної павутини та Інтернету речей, ймовірно, прискорить цю нинішню тенденцію.

## Протоколи приладів
Було стандартизовано декілька протоколів, у тому числі інтелектуальний протокол SDI-12, який дозволяє підключати деякі прилади до різноманітних реєстраторів даних. Використання цього стандарту не набуло особливого визнання за межами екологічної промисловості. SDI-12 також підтримує багатоточкові інструменти. Деякі компанії з реєстрації даних також підтримують стандарт MODBUS. Це традиційно використовується в промисловій зоні керування, і багато промислових приладів підтримують цей стандарт зв’язку. Ще один багатоточковий протокол, який зараз починає використовуватися все ширше, базується на CAN-Bus (ISO 11898). Деякі реєстратори даних використовують гнучке середовище сценаріїв для адаптації до різних нестандартних протоколів.

## Реєстрація даних проти збору даних
Терміни реєстрація даних і збір даних часто використовуються як синоніми. Однак в історичному контексті вони досить різні. Реєстратор даних – це система збору даних, але система збору даних не обов’язково є реєстратором даних.
- Реєстратори даних зазвичай мають нижчу частоту дискретизації. Максимальна частота дискретизації 1 Гц може вважатися дуже швидкою для реєстратора даних, але дуже повільною для типової системи збору даних.
- Реєстратори даних є неявно автономними пристроями, тоді як типові системи збору даних повинні залишатися прив’язаними до комп’ютера, щоб отримати дані. Цей окремий аспект реєстраторів даних передбачає вбудовану пам’ять, яка використовується для зберігання отриманих даних. Іноді ця пам'ять дуже велика, щоб вмістити багато днів або навіть місяців запису без нагляду. Ця пам’ять може бути статичною оперативною пам’яттю з живленням від батареї, флеш-пам’яттю або EEPROM. Попередні реєстратори даних використовували магнітну стрічку, перфоровану паперову стрічку або записи, які можна було переглядати безпосередньо, наприклад, « реєстратори стрічкових діаграм».
- Враховуючи подовжений час запису реєстраторів даних, вони зазвичай мають механізм для запису дати та часу в мітку часу, щоб гарантувати, що кожне записане значення даних пов’язане з датою та часом отримання для створення послідовності подій. Таким чином, реєстратори даних зазвичай використовують вбудовані годинники реального часу, опублікований дрейф яких може бути важливим фактором під час вибору між реєстраторами даних.
- Реєстратори даних варіюються від простих одноканальних вхідних до складних багатоканальних приладів. Як правило, чим простіше пристрій, тим менша гнучкість програмування. Деякі більш складні інструменти дозволяють виконувати міжканальні обчислення та сигналізацію на основі заздалегідь визначених умов. Новітні реєстратори даних можуть обслуговувати веб-сторінки, дозволяючи багатьом людям віддалено контролювати систему.
- Автоматичний і віддалений характер багатьох програм реєстрації даних передбачає необхідність роботи деяких програм від джерела постійного струму, наприклад акумулятора. Сонячна енергія може бути використана як доповнення до цих джерел енергії. Ці обмеження загалом призвели до того, що пристрої, які вони продають, є надзвичайно енергоефективними порівняно з комп’ютерами. У багатьох випадках вони повинні працювати в суворих умовах навколишнього середовища, де комп’ютери не працюватимуть надійно.
- Цей характер без нагляду також диктує, що реєстратори даних повинні бути надзвичайно надійними. Оскільки вони можуть працювати протягом тривалого часу безперервно з незначним наглядом людини або без нього, і можуть бути встановлені в суворих або віддалених місцях, вкрай важливо, щоб, поки вони мають живлення, вони не пропускали реєструвати дані з будь-якої причини. Виробники докладають чимало зусиль, щоб гарантувати, що на пристрої можна покластися в цих програмах. Оскільки такі реєстратори даних майже повністю захищені від проблем, які можуть вплинути на комп’ютер загального призначення в тій самій програмі, таких як збої програм і нестабільність деяких операційних систем.

## Додатки

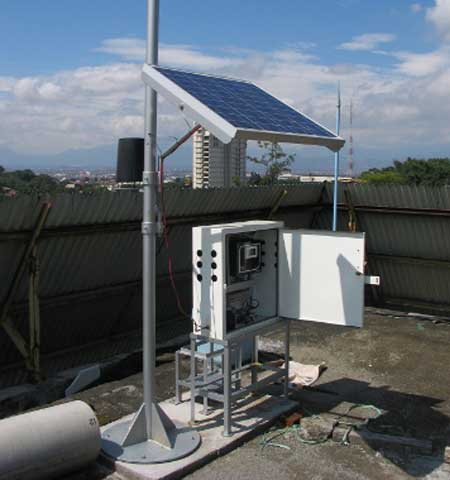
Програма реєстратора даних для метеостанції П2І ЛІПІ

Програми реєстрації даних включають:
- Запис метеостанції без нагляду (наприклад, швидкості/напрямку вітру, температури, відносної вологості, сонячної радіації).
- Гідрографічні записи без нагляду (наприклад, рівень води, глибина води, витрата води, рН води, провідність води).
- Реєстрація рівня вологості ґрунту без спостереження.
- Реєстрація тиску газу без нагляду.
- Офшорні буї для реєстрації різноманітних умов навколишнього середовища.
- Підрахунок дорожнього руху.
- Вимірюйте температуру (вологість тощо) швидкопсувних продуктів під час транспортування: холодовий ланцюг[1].
- Вимірюйте коливання інтенсивності світла.
- Вимірювання температури лікарських засобів, лікарських засобів та вакцин під час зберігання
- Вимірювання температури та вологості швидкопсувних продуктів під час транспортування для забезпечення збереження холодового ланцюга
- Моніторинг процесів для програм технічного обслуговування та усунення несправностей.
- Моніторинг процесу для перевірки умов гарантії
- Дослідження дикої природи зі спливаючими архівними тегами
- Виміряйте вібрацію та робоче середовище (висота падіння) розповсюджуваної упаковки[2].
- Контроль рівня в баку.
- Контроль деформації будь-якого об'єкта за допомогою геодезичних або геотехнічних датчиків, що контролюються автоматичною системою моніторингу деформації.
- Екологічний моніторинг.
- Тестування автомобіля (включаючи краш-тестування)
- Автоспорт
- Контроль стану реле в залізничній сигналізації.
- Для наукової освіти, що дозволяє «вимірювати», «наукове дослідження» та оцінювати «зміни»
- Записуйте дані тенденцій через регулярні проміжки часу під час ветеринарного моніторингу життєво важливих показників.
- Запис профілю навантаження для керування енергоспоживанням.
- Використання температури, вологості та електроенергії для дослідження ефективності опалення та кондиціонування повітря.
- Моніторинг рівня води для дослідження підземних вод.
- Цифровий електронний аналізатор шини для налагодження та перевірки

### Приклади
- Лоджери чорної скриньки (стимул/відповідь):
  - Реєстратор польотних даних (FDR) — це реєструюче обладнання, яке використовується для збору даних про характеристики літака. Цей термін також може використовуватися, хоча й менш точно, для опису диктофона в кабіні екіпажу (CVR), іншого типу пристрою для запису даних, який є на борту літака.
  - Реєстратор даних про події (EDR) — це пристрій, встановлений виробником у деяких автомобілях, який збирає та зберігає різноманітні дані протягом періоду часу безпосередньо перед і після аварії.
  - Реєстратор рейсових даних (VDR) — це система запису даних, призначена для збору даних від різних датчиків на борту судна.
  - Реєстратор подій у поїзді — це пристрій, який записує дані про роботу органів керування поїздом та продуктивність у відповідь на ці засоби керування та інші системи керування поїздом.
  - Реєстратор даних про аварії (ADR) — це пристрій для ініціювання аварій або інцидентів у більшості видів наземних транспортних засобів і запису відповідних даних. В автомобілях усі діагностичні коди несправностей (DTC) реєструються в блоках керування двигуном (ECU), так що під час обслуговування автомобіля інженер із сервісного обслуговування зчитує всі коди несправностей за допомогою Tech-2 або подібних інструментів, підключених до бортового пристрою. порт діагностики плати, і дізнається про проблеми, які виникли в автомобілі. Іноді невеликий реєстратор даних OBD підключається до того самого порту для постійного запису даних автомобіля.
  - У розробці вбудованих систем і цифрової електроніки спеціалізований високошвидкісний цифровий реєстратор даних допомагає подолати обмеження більш традиційних інструментів, таких як осцилограф і логічний аналізатор. Основною перевагою реєстратора даних є його здатність записувати дуже довгі траси, що виявляється дуже корисним при спробі виправити функціональні помилки, які трапляються час від часу.
  - У гоночній індустрії реєстратори даних використовуються для запису таких даних, як точки гальмування, час кола/сектору та карти трас, а також будь-які бортові датчики автомобіля.
- Реєстратори даних про здоров'я:
  - Вирощування, приготування, зберігання та транспортування харчових продуктів. Реєстратор даних зазвичай використовується для зберігання даних і має невеликий розмір.
  - Холтерівський монітор - це портативний пристрій для безперервного моніторингу різної електричної активності серцево-судинної системи протягом щонайменше 24 годин.
  - Електронні реєстратори медичних карт.
- Інші загальні реєстратори збору даних:
  - Інструмент збору даних (наукового) експериментального тестування.
  - Ультраширокосмуговий записувач даних, високошвидкісний запис даних до 2 гіга вибірок за секунду.

## Майбутні напрямки
Реєстратори даних зараз змінюються швидше, ніж будь-коли раніше. Оригінальна модель автономного реєстратора даних змінюється на пристрій, який збирає дані, але також має доступ до бездротового зв’язку для сигналізації про події, автоматичного звітування даних і дистанційного керування. Реєстратори даних починають обслуговувати веб-сторінки для поточних показань, надсилати свої тривоги електронною поштою та FTP — щоденні результати в бази даних або безпосередньо користувачам. Останнім часом спостерігається тенденція відходу від пропрієтарних продуктів із комерційним програмним забезпеченням до програмного та апаратного забезпечення з відкритим кодом. Одноплатний комп’ютер Raspberry Pi є, серед іншого, популярною платформою, на якій розміщено операційні системи Linux у реальному часі або операційні системи Linux з випереджаючим ядром із багатьма
- цифрові інтерфейси, такі як I2C, SPI або UART, забезпечують пряме з’єднання цифрового датчика та комп’ютера,
- і необмежену кількість конфігурацій для показу вимірювань у режимі реального часу через Інтернет, даних процесу, графіків і діаграм...

- Чорний ящик
- Реєстрація комп’ютерних даних: API реєстрації, серверні журнали та системний журнал, веб-реєстрація та веб-лічильники